# Ständchen

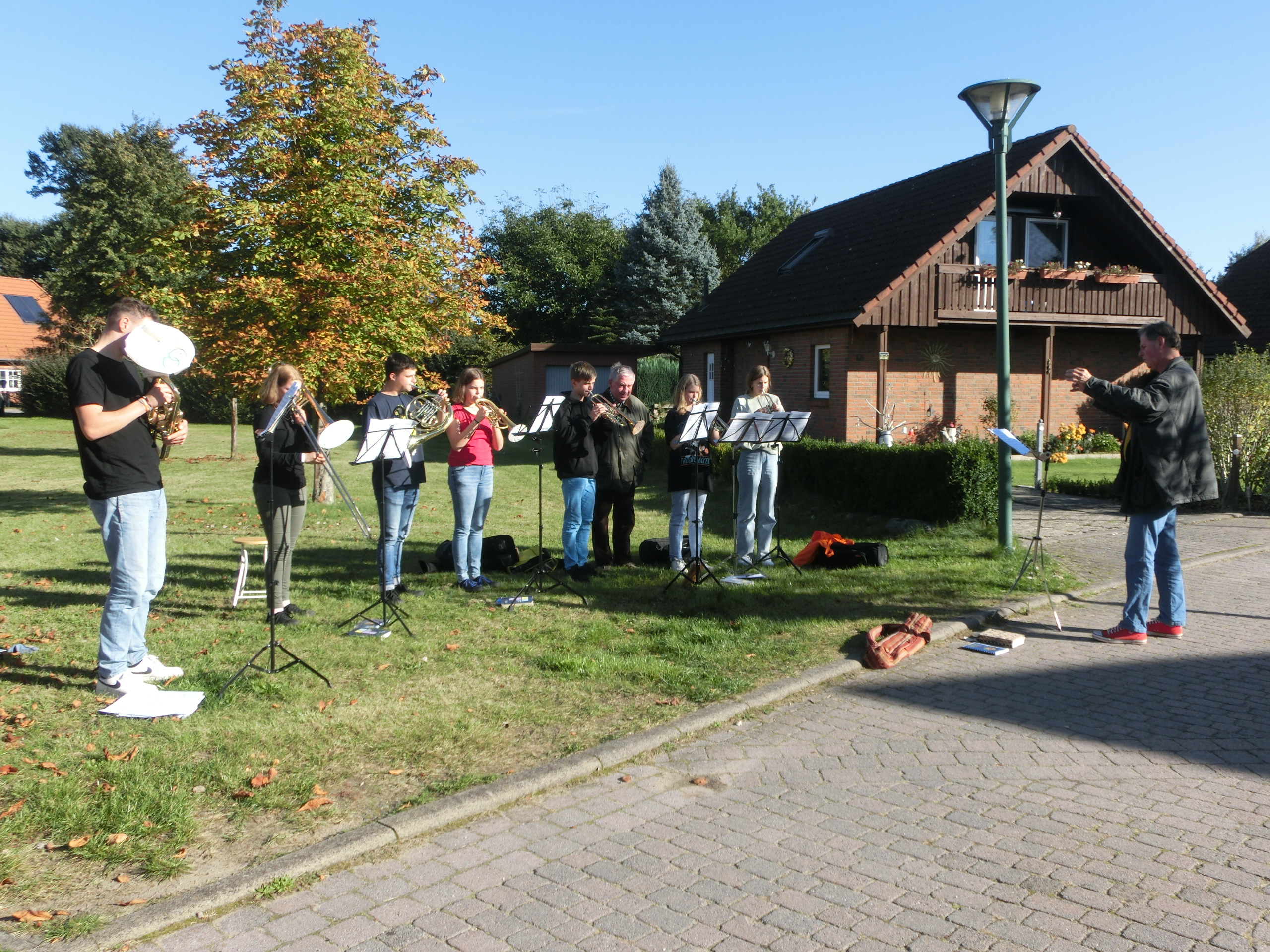
Bläserständchen

Ein Ständchen ist ein kleines Lied oder Musikstück, mit dem der Vortragende oder die Vortragenden meist einem einzelnen Zuhörer aus besonderem Anlass – oft überraschend – eine Freude bereiten will beziehungsweise wollen. Typisch ist dabei, dass die Vortragenden zum Zuhörer kommen und nicht umgekehrt. Weil an einem derart improvisierten Vortragsort keine Sitzgelegenheiten vorhanden sind, wird ein Ständchen zumeist im Stehen vorgetragen, woher sich der Name ableitet.

## Geschichte, Beispiele
In der mittelalterlichen Tradition des Minnesangs wurden Ständchen vor allem zur Werbung eingesetzt, der Sänger begleitete sich dabei selbst auf der Harfe oder Leier. Diese Tradition wurde lange fortgesetzt: Das Ständchen vor dem Balkon der Geliebten ist ein beliebtes Klischee der europäischen Kultur, die sich sowohl im Kunstlied (Franz Schubert: „Ständchen“ bzw. ein Lied desselben Titels von Johannes Brahms) als auch in populären Schlagern niederschlägt.
Abgesehen von der Liebe gibt es noch viele andere Einsatzgebiete für vorbereitete oder spontane Ständchen, zum Beispiel zum Geburtstag, zur Hochzeit oder zum Muttertag. Ein berühmtes Ständchen, zugleich Liebesbeweis, Dankbarkeit für den ersten (und einzigen) Sohn und Geburtstagsgeschenk, ist das Siegfried-Idyll von Richard Wagner, uraufgeführt am 25. Dezember 1870 im Treppenhaus des Landhauses in Tribschen, „Tribschener Idyll mit Fidi-Vogelgesang und Orange-Sonnenaufgang, als Symphonischer Geburtstagsgruss. Seiner Cosima dargebracht von Ihrem Richard.“ Der Komponist hatte es heimlich fertiggestellt, die Klänge weckten Cosima Wagner am Morgen ihres Geburtstages.
Auch die damalige Königin von England wurde 1965 am Bahnhof Lenningsen an ihrem Sonderzug mit einer derartigen Musikdarbietung geweckt.